# Neotharra ventrospiculata
Neotharra ventrospiculata är en insektsart som beskrevs av Nielson 1975. Neotharra ventrospiculata ingår i släktet Neotharra och familjen dvärgstritar. Inga underarter finns listade i Catalogue of Life.